# Йован Бранкович
Йован Бранкович (серб. Јован Бранковић; прибл. 1465 — 10 грудня 1502) — титулярний деспот Сербії в 1493—1502 роках. Отримав титул від короля Угорщини Владислава II. До 1497 року володів титулом разом зі старшим братом Джордже. Святий Сербської православної церкви.

## Життєпис
Йован був наймолодшим сином Стефана Бранковича, сербського деспота у вигнанні, та його дружини Ангеліни Аріанітес. Народився близько 1465 року, коли резиденцією їхніх батьків було місто Вармо в Італії (регіон Фріулі). Батько Йована помер 1476 року. 1479 року імператор Священної Римської імперії Фрідріх III дав Бранковичам замок Вайтенсфельд у Каринтії, тож родина переїхала туди.
Вук Бранкович, титулярний деспот Сербії та двоюрідний брат Йована, помер 1485 року, не залишивши прямих спадкоємців. Його володіння в Угорщині залишилися без правителя, тож королю Матяшу Корвіну довелося шукати претендентів на сербський деспотський трон. Він запросив Йована та його старшого брата Джордже до Сербії, оскільки вони залишилися єдиними представниками династії Бранковичів чоловічої статі.
1486 року вони приїхали до Угорщини, де Джордже отримав від короля Матяша титул деспота Сербії та володіння в Сремі. З 1493 року Джодже та Йован були деспотами вдвох.
1497 року Джордже зрікся всіх своїх титулів та володінь на користь Йована й постригся в ченці під ім'ям Максим. Згодом брати збудували монастир Крушедол на горі Фрушка гора.
За часів свого правління Йован мав наміри завдати поразки османам та вигнати їх зі своїх володінь. Він мав успіх у кількох військових кампаніях у Боснії, зокрема біля міста Зворник. Також Йован планував залучити до боротьби проти турків Венеційську республіку, однак ці наміри після смерті деспота були зведені нанівець.
Йован Бранкович помер у грудні 1502 року.

## Канонізація
Родина Бранковичів була віддана православній вірі. Святий культ Йована почали справляти в першій половині XVI століття; мощі його та решти членів родини були перепоховані у вівтарі монастиря Крушедол, який звели Йован та Джордже Бранковичі.
Під час австро-турецької війни 1716—1718 років, після битви під Петроварадином османи захопили монастир Крушедол та спалили святі мощі родини Бранковичів.

## Родина

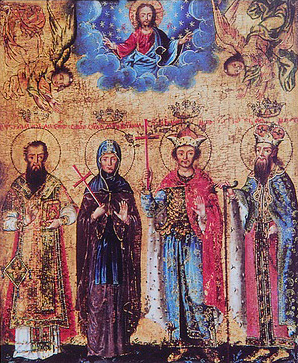
Святі Максим, Ангеліна, Йован та Стефан Бранковичі. Ікона авторства Андрії Райчевича, прибл. 1645

Йован Бранкович одружився з Єленою Якшич. У шлюбі народилися чотири дочки:
- Марія, одружена з Фердинандом Франкопаном;
- Олена, одружена з молдавським господарем Петру IV;
- Анна, одружена з маршалком Волині Федором Сангушком[13];
- Марія Магдалена, одружена з волинським шляхтичем Іваном Вишневецьким[13].

Після смерті Йована угорський король Владислав II видав Єлену Якшич за шляхтича Іваніша Бериславича, який став деспотом. Враховуючи дати народження деяких дітей Єлени, деякі дослідники припускають, що вони могли бути не від її шлюбу з Йованом Бранковичем, а від шлюбу з Бериславичем.
Деякі генеалоги зараховують до дітей Йована Бранковича Міліцу Деспіну — дружину господаря Волощини Нягоє Басараба.